# پوکوهانتس (آرکانزاس)
پوکوهانتس (آرکانزاس) (به انگلیسی: Pocahontas, Arkansas) یک شهر در ایالات متحده آمریکا با جمعیت ۶٬۵۱۸ نفر است که در آرکانزاس واقع شده‌است.

## موقعیت جغرافیایی
موقعیت جغرافیایی شهرها و مناطق اطراف به شرح زیر است: